# Права интерсекс-людей на Тайване
Права интерсекс-людей на Тайване нарушаются по ряду показателей. В этой стране не признаются права интерсекс-людей на физическую и телесную неприкосновенность, а также отсутствуют законы по защите от дискриминации по признаку пола.

## История
На Тайване, на севернокитайском языке интерсекс-людей называют yīnyángrĕn (букв. Инь-и-Янь), shuāngxìnrĕn (букв. Двухполый человек) или jiānxìnrĕn (букв. Средний пол) и puànn-iam-iûnn -а (букв. полуинь-полуянь) на тайваньском языке.
В 2008 году Хикер Чиу основала организацию, Oii-Chinese, первую и единственную правозащитную организацию в Тайване и во всем китайскоязычном мире, занимающуюся интерсекс-вопросами. Oii-Chinese предпочитают термин yīnyángrĕn.
В июне 2018 года «Control Yuan», частично выполняющий функции национального омбудсмена, опубликовал доклад о недостаточной защите прав интерсекс-людей. В докладе был принят термин shuāngxìnrĕn. В докладе требовалось, чтобы правительственные учреждения занимались вопросами, касающимися прав интерсекс-людей, такими как ненужные с медицинской точки зрения операции на гениталиях ребенка, бинарная гендерная система, используемая при регистрации рождения и идентификационных документах, отсутствие статистических данных о количестве интерсекс-людей и нарушения прав интерсекс-людей в спорте. Согласно отчету, права интерсекс-людей широко защищены положениями Конституцией Китайской Республики и закреплены конституционной интерпретацией от 2017 года, которая признала запрет на регистрацию однополых браков неконституционным. Действующий Закон об образовании по вопросам гендерного равенства предусматривает, что должны соблюдаться права на образования для людей с разными гендерными идентичностями. Кроме того, нет никаких антидискриминационных законов, касающихся прав интерсекс-людей.

## Физическая неприкосновенность
В октябре 2018 года, в ответ на доклад «Control Yuan» о правах интерсекс-людей, Министерство здравоохранения и социального обеспечения опубликовало «Рекомендуемые общие принципы в отношении корректирующих операций на интерсекс-детях». Руководство запрещает «несущественные и необратимые» медицинские вмешательства в тела интерсекс-людей, которые считаются «операциями по назначению пола» лицам, не достигшим 12-летнего возраста, за исключением тяжелых медицинских состояний. Для подростков в возрасте от 12 до 18 лет «операция по назначению пола» разрешена для тех, кто «испытывает трудности в адаптации вызванные своим состоянием», требующих одобрения медицинской комиссии, состоящей из психиатра, педиатра, детского хирурга и детского психолога. Оценка медиков также необходима для взрослых, решивших делать операцию по назначению пола. Хикер Чиу, представитель Oii-Chinese, признала, что в своде законов не было руководящих принципов, также она выразила надежду, что практикующие врачи будут соблюдать это официальное руководство.

## Документы удостоверяющие личность
Если пол новорожденного помечен как неопределенный в свидетельстве о рождении, регистрационная служба домохозяйства запросит дополнительные доказательства, например, хромосомный тест для подтверждения такого состояния. Это может привести к проблемам гендерной идентичности по мере взросления ребенка.
По состоянию на июнь 2019 года любой, кто желает зарегистрировать смену пола (бинарный пол), включая интерсекс-людей, должен представить доказательства того, что гениталии «предшествующего пола» были удалены хирургическим путем. Попытки либерализовать регистрацию смены пола идут с 2015 года.
В 2018 году правительство объявило, что меры по «гендерному подходу» будут включены в новую идентификационную карточку гражданина, которая будет выпущена в конце 2020 года. Во-первых, пол не будет явно отображаться на физической карточке. Во-вторых, поскольку вторая цифра национального идентификационного номера представляет пол, в настоящее время двоичный («1» для мужчины; «2» для женщины), в будущем будет доступен вариант третьего пола (представлен цифрой «7») для интерсекс-людей и транссексуалов. Министерство иностранных дел пообещало, что половая информация в паспорте будет соответствовать гендерной регистрации, как указано в удостоверении личности. Детали политики выбора третьего пола еще не опубликованы.

## Правозащитные организации
На Тайване существуют две известные правозащитные организации по вопросам интерсекс-людей: Oii-Chinese (создана в 2008 году) и Beyond Gender (создана в 2013 году).

## Известные интерсекс-люди из Тайваня
- Цю Айчжи
- Се Цзяньшунь